# Герб Білої Церкви
Герб Бі́лої Це́ркви — один з офіційних символів міста Біла Церква Київської області. Затверджений рішенням білоцерківської міськради у 1998 році. Автор реконструкції герба А. Гречило.

## Історія
Протягом багатовікової історії геральдики Білої Церкви зазнала багато змін. Геральдичних позначень з часу заснування Ярославом Мудрим міста не залишилось. Найперша згадка про герб Білої Церкви відноситься до 1589 року, коли польський король Сигізмунд ІІІ Ваза затвердив привілеї міста на сеймі у Варшаві, надавши місту і його жителям Магдебурзьке право. Герб міста був затверджений 1620 року: лук із натягнутою тятивою, а на ньому три стріли.

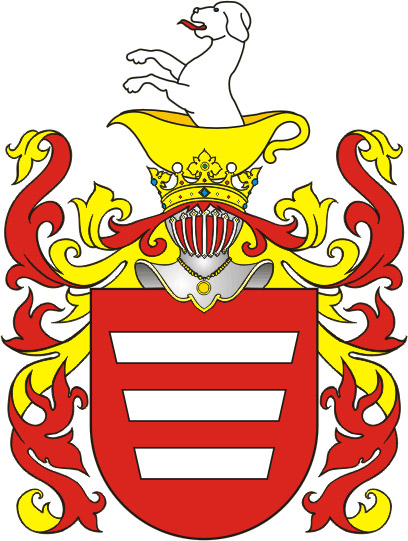
Герб Браницьких «Корчак»

Але особливий вплив на зміну геральдики міста мала родина Браницьких, яка бере початок з 1543 року, коли на сеймі у Кракові єпископ Познанський і Холмський Себастіан Браницький і його брат Микола були приписані до шляхетського герба «Корчак».
Герб міста поступово змінюється родовим гербом Браницьких, де на французькому геральдичному щиті по червоному тлі розміщено три горизонтальні срібні смуги, які звужуються до низу. Над щитом — дворянські шолом і корона, на короні овальна чаша, з якої виходить обернена вліво собака з піднятими передніми лапами. Це зображено на тлі срібного намету, підбитого червоним.
Після жовтневого перевороту 1917 року геральдика міста і Браницьких була відмінена, і тільки в повоєнний період почали її відновлювати, та й то в перекрученому вигляді. У ній поєднані і символи стародавньої Білої Церкви та графів Браницьких, і тогочасні радянські символи та кольори. 28 грудня 1982 р. рішенням Білоцерківського міськвиконкому було затверджено новий герб, проект якого виконав художник В. О. Люлька (щит перетятий, у верхньому червоному полі лук із одною стрілою і дата «1032», у нижньому синьому полі — колонада «Луна», пшеничний колосок, півшестерні та половина автомобільної шини). Той герб був чинний до 1998 р. Зараз Біла Церква має герб та прапор, затверджені рішенням третьої позачергової сесії Білоцерківської міської ради XXIII скликання від 3 жовтня 1998 року 